# Bretten (Alto Rin)
Bretten es una comuna francesa, situada en el departamento de Alto Rin, en la región  de Alsacia.

## Demografía
| 62 | 75 | 81 | 63 | 97 | 105 |
| Para los censos de 1962 a 1999 la población legal corresponde a la población sin duplicidades (Fuente: INSEE [Consultar]) |    |    |    |    |     |